# Queer as Folk (Fernsehserie, 2000)/Episodenliste

Logo zur Serie

Diese Episodenliste enthält alle Episoden der kanadisch-US-amerikanischen Dramaserie Queer as Folk sortiert nach der US-amerikanischen Erstausstrahlung. Zwischen 2000 und 2005 entstanden in fünf Staffeln 83 Episoden mit einer Länge von jeweils etwa 44 bis 58 Minuten.

## Übersicht
| Staffel | Episodenanzahl | Erstausstrahlung USA | Erstausstrahlung USA | Deutschsprachige Erstausstrahlung | Deutschsprachige Erstausstrahlung |
| Staffel | Episodenanzahl | Staffelpremiere      | Staffelfinale        | Staffelpremiere                   | Staffelfinale                     |
| ------- | -------------- | -------------------- | -------------------- | --------------------------------- | --------------------------------- |
| 1       | 22             | 3. Dezember 2000     | 24. Juni 2001        | 9. Januar 2006                    | 31. Juli 2006                     |
| 2       | 20             | 6. Januar 2002       | 16. Juni 2002        | 7. August 2006                    | 8. Januar 2007                    |
| 3       | 14             | 2. März 2003         | 22. Juni 2003        | 15. Januar 2007                   | 30. April 2007                    |
| 4       | 14             | 18. April 2004       | 18. Juli 2004        | 29. August 2007                   | 12. Dezember 2007                 |
| 5       | 13             | 22. Mai 2005         | 7. August 2005       | 2. Januar 2008                    | 26. März 2008                     |

## Staffel 1
Die Erstausstrahlung der ersten Staffel war vom 3. Dezember 2000 bis zum 24. Juni 2001 auf dem US-amerikanischen Fernsehsender Showtime zu sehen. Die deutschsprachige Erstausstrahlung sendete der Sender ProSieben vom 9. Januar bis zum 31. Juli 2006.
| Nr. (ges.) | Nr. (St.) | Deutscher Titel                     | Originaltitel                           | Erstausstrahlung USA | Deutschsprachige Erstausstrahlung (D) | Regie            | Drehbuch                                                  |
| ---------- | --------- | ----------------------------------- | --------------------------------------- | -------------------- | ------------------------------------- | ---------------- | --------------------------------------------------------- |
| 1          | 1         | Alle neun Sekunden                  | Premiere                                | 3. Dez. 2000         | 9. Jan. 2006                          | Russell Mulcahy  | Ron Cowen & Daniel Lipman                                 |
| 2          | 2         | Immer und überall                   | Queer, There and Everywhere             | 3. Dez. 2000         | 16. Jan. 2006                         | Russell Mulcahy  | Ron Cowen & Daniel Lipman                                 |
| 3          | 3         | Ein kleiner Schnitt                 | No Bris, No Shirt, No Service           | 10. Dez. 2000        | 23. Jan. 2006                         | Russell Mulcahy  | Ron Cowen & Daniel Lipman                                 |
| 4          | 4         | Kommen und gehen                    | Ted’s Not Dead                          | 17. Dez. 2000        | 30. Jan. 2006                         | Kevin Inch       | Richard Kramer                                            |
| 5          | 5         | Hart an der Grenze                  | Now Approaching... The Line             | 7. Jan. 2001         | 6. Feb. 2006                          | Kari Skogland    | Jason Schafer                                             |
| 6          | 6         | Die Kunst der Verzweiflung          | The Art of Desperation                  | 21. Jan. 2001        | 13. Feb. 2006                         | Kari Skogland    | Jonathan Tolins                                           |
| 7          | 7         | Ich will Dich nicht, bleib bei mir! | Smells Like Codependence                | 28. Jan. 2001        | 20. Feb. 2006                         | David Wellington | Ron Cowen & Daniel Lipman                                 |
| 8          | 8         | Babylon Bumerang                    | Babylon Boomerang                       | 4. Feb. 2001         | 27. Feb. 2006                         | Steve DiMarco    | Richard Kramer                                            |
| 9          | 9         | Sonny Boy                           | Daddy Dearest (Sonny Boy)               | 11. Feb. 2001        | 13. März 2006                         | John Greyson     | Jason Schafer & Jonathan Tolins                           |
| 10         | 10        | Queens of the Road                  | Queens of the Road                      | 18. Feb. 2001        | 20. März 2006                         | John L’Ecuyer    | Doug Guinan                                               |
| 11         | 11        | Zur Feier des Tages                 | Surprise!                               | 25. Feb. 2001        | 27. März 2006                         | Michael DeCarlo  | Jason Schafer & Jonathan Tolins                           |
| 12         | 12        | Bewegung oder Stillstand            | Move It or Lose It                      | 3. Apr. 2001         | 2006                                  | John Greyson     | Richard Kramer, Ron Cowen & Daniel Lipman                 |
| 13         | 13        | Ich sehe das Licht                  | Very Stupid People                      | 11. März 2001        | 10. Apr. 2006                         | Ron Oliver       | Drew Z. Greenberg                                         |
| 14         | 14        | Überraschende Wendung               | A Change of Heart                       | 18. März 2001        | 24. Apr. 2006                         | Michael DeCarlo  | Doug Guinan                                               |
| 15         | 15        | Fesselnde Erfahrungen               | The Ties That Bind                      | 1. Apr. 2001         | 8. Mai 2006                           | Alex Chapple     | Garth Wingfield                                           |
| 16         | 16        | Bitte französisch                   | French Fried                            | 8. Apr. 2001         | 15. Mai 2006                          | Jeremy Podeswa   | Jason Schafer                                             |
| 17         | 17        | Zwei Amerikaner in Paris            | Solution (How TLFKAM Got Her Name Back) | 15. Apr. 2001        | 22. Mai 2006                          | Michael DeCarlo  | Jonathan Tolins                                           |
| 18         | 18        | Saunaliebe                          | Surprise Kill                           | 22. Apr. 2001        | 29. Mai 2006                          | Russell Mulcahy  | Ron Cowen, Daniel Lipman, Jason Schafer & Jonathan Tolins |
| 19         | 19        | Bowling für die Ewigkeit            | Good Grief!                             | 29. Apr. 2001        | 10. Juli 2006                         | David Wellington | Garth Wingfield                                           |
| 20         | 20        | King of Babylon                     | The King of Babylon                     | 10. Juni 2001        | 17. Juli 2006                         | Russell Mulcahy  | Jason Schafer & Jonathan Tolins                           |
| 21         | 21        | Und alles bleibt anders             | Running to Stand Still                  | 17. Juni 2001        | 24. Juli 2006                         | Michael DeCarlo  | Garth Wingfield                                           |
| 22         | 22        | Der letzte Tanz                     | Full Circle                             | 24. Juni 2001        | 31. Juli 2006                         | Alex Chapple     | Ron Cowen & Daniel Lipman                                 |

## Staffel 2
Die Erstausstrahlung der zweiten Staffel wurde vom 6. Januar bis zum 16. Juni 2002 auf dem US-amerikanischen Fernsehsender Showtime gesendet. Die deutschsprachige Erstausstrahlung sendete der Sender ProSieben vom 7. August 2006 bis zum 8. Januar 2007.
| Nr. (ges.) | Nr. (St.) | Deutscher Titel        | Originaltitel                                     | Erstausstrahlung USA | Deutschsprachige Erstausstrahlung (D) | Regie            | Drehbuch                                                                              |
| ---------- | --------- | ---------------------- | ------------------------------------------------- | -------------------- | ------------------------------------- | ---------------- | ------------------------------------------------------------------------------------- |
| 23         | 1         | Zurück ins Leben       | Home is Where the Ass Is                          | 6. Jan. 2002         | 7. Aug. 2006                          | Alex Chapple     | Ron Cowen & Daniel Lipman                                                             |
| 24         | 2         | Träume und Albträume   | All Better Now                                    | 13. Jan. 2002        | 14. Aug. 2006                         | John Greyson     | Ron Cowen & Daniel Lipman                                                             |
| 25         | 3         | Alles nur Illusion     | Hypocrisy: Don’t Do It                            | 20. Jan. 2002        | 21. Aug. 2006                         | Michael DeCarlo  | Ron Cowen, Daniel Lipman & Karen Walton                                               |
| 26         | 4         | Pride Weekend          | Pride                                             | 27. Jan. 2002        | 28. Aug. 2006                         | Kevin Inch       | Ron Cowen, Daniel Lipman & Michael MacLennan                                          |
| 27         | 5         | Folge deinem Traum     | ...Wherever That Dream May Lead You               | 3. Feb. 2002         | 4. Sep. 2006                          | David Wellington | Ron Cowen, Daniel Lipman & Efrem Seeger                                               |
| 28         | 6         | Die Größe zählt        | Mixed Blessings                                   | 10. Feb. 2002        | 11. Sep. 2006                         | Bruce McDonald   | Ron Cowen, Daniel Lipman, Matt Pyken & Michael Berns                                  |
| 29         | 7         | Positive Einstellung   | The Leper (Hath the Babe Not Eyes?)               | 17. Feb. 2002        | 18. Sep. 2006                         | Michael DeCarlo  | Ron Cowen, Daniel Lipman & Blair Fell                                                 |
| 30         | 8         | Der Märchenprinz       | Love for Sale                                     | 3. März 2002         | 25. Sep. 2006                         | Alex Chapple     | Ron Cowen, Daniel Lipman & Michael MacLennan                                          |
| 31         | 9         | Hart aber herzlich     | Accentuate the Positive                           | 10. März 2002        | 2. Okt. 2006                          | Bruce McDonald   | Ron Cowen, Daniel Lipman & Efrem Seeger                                               |
| 32         | 10        | Das Leben vor dem Tod  | Priorities, Please! (Beat the Time)               | 17. März 2002        | 9. Okt. 2006                          | Michael DeCarlo  | Ron Cowen, Daniel Lipman, Matt Pyken & Michael Berns                                  |
| 33         | 11        | Hier kommen die Bräute | The Wedding                                       | 31. März 2002        | 16. Okt. 2006                         | Kevin Inch       | Ron Cowen, Daniel Lipman & Karen Walton                                               |
| 34         | 12        | Spurensuche            | One Degree of Brian Kinney                        | 7. Apr. 2002         | 23. Okt. 2006                         | Thom Best        | Ron Cowen, Daniel Lipman & Michael MacLennan                                          |
| 35         | 13        | Das Geheimnis          | It’s Because I’m Gay, Right?                      | 14. Apr. 2002        | 6. Nov. 2006                          | John Greyson     | Ron Cowen, Daniel Lipman & Efrem Seeger                                               |
| 36         | 14        | Showtime               | The Dangers of Sex and Drugs                      | 28. Apr. 2002        | 13. Nov. 2006                         | John Fawcett     | Ron Cowen, Daniel Lipman, Matt Pyken & Michael Berns                                  |
| 37         | 15        | Do it yourself         | Rage Against This Machine                         | 5. Mai 2002          | 20. Nov. 2006                         | Jeremy Podeswa   | Ron Cowen, Daniel Lipman & Karen Walton                                               |
| 38         | 16        | Happy Birthday         | You Say it’s Your Birthday! I Couldn’t Care Less! | 12. Mai 2002         | 27. Nov. 2006                         | Bruce McDonald   | Ron Cowen, Daniel Lipman & Michael MacLennan                                          |
| 39         | 17        | Geld ist geil          | You Can Leda Girl to Pussy                        | 26. Mai 2002         | 4. Dez. 2006                          | David Wellington | Ron Cowen, Daniel Lipman & Efrem Seeger                                               |
| 40         | 18        | Geben und Nehmen       | Sick, Sick, Sick                                  | 2. Juni 2002         | 11. Dez. 2006                         | Alex Chapple     | Ron Cowen, Daniel Lipman, Matt Pyken & Michael Berns                                  |
| 41         | 19        | Liebesspiele           | Bowling for Equality                              | 9. Juni 2002         | 18. Dez. 2006                         | Michael DeCarlo  | Ron Cowen, Daniel Lipman, Efrem Seeger, Michael MacLennan, Matt Pyken & Michael Berns |
| 42         | 20        | Liebe und Kunst        | Out With a Whimper                                | 16. Juni 2002        | 8. Jan. 2007                          | David Wellington | Ron Cowen & Daniel Lipman                                                             |

## Staffel 3
Die Erstausstrahlung der dritten Staffel war vom 2. März bis zum 22. Juni 2003 auf dem US-amerikanischen Fernsehsender Showtime zu sehen. Die deutschsprachige Erstausstrahlung fand vom 15. Januar bis zum 30. April 2007 auf dem Sender ProSieben statt.
| Nr. (ges.) | Nr. (St.) | Deutscher Titel        | Originaltitel                          | Erstausstrahlung USA | Deutschsprachige Erstausstrahlung (D) | Regie            | Drehbuch                                     |
| ---------- | --------- | ---------------------- | -------------------------------------- | -------------------- | ------------------------------------- | ---------------- | -------------------------------------------- |
| 43         | 1         | Ganz unten – ganz oben | Mad Dog Kinney                         | 2. März 2003         | 15. Jan. 2007                         | Jeremy Podeswa   | Ron Cowen & Daniel Lipman                    |
| 44         | 2         | Die Zukunft ist jetzt  | House Full of Children                 | 9. März 2003         | 22. Jan. 2007                         | Bruce McDonald   | Ron Cowen, Daniel Lipman & Michael MacLennan |
| 45         | 3         | Mit allen Mitteln      | Doctors of Dickology                   | 16. März 2003        | 29. Jan. 2007                         | Laurie Lynd      | Ron Cowen, Daniel Lipman & Efrem Seeger      |
| 46         | 4         | Nachwuchssorgen        | Brat-Sitting                           | 30. März 2003        | 5. Feb. 2007                          | Kari Skogland    | Ron Cowen, Daniel Lipman & Del Shores        |
| 47         | 5         | Big Spender            | There’s Nothing Noble about Being Poor | 6. Apr. 2003         | 12. Feb. 2007                         | Kelly Makin      | Ron Cowen, Daniel Lipman & Shawn Postoff     |
| 48         | 6         | Erste Geige            | One Ring to Rule Them All              | 13. Apr. 2003        | 19. Feb. 2007                         | Bruce McDonald   | Ron Cowen, Daniel Lipman, & Brad Fraser      |
| 49         | 7         | Schlussakkord          | Stop Hurting Us                        | 20. Apr. 2003        | 5. März 2007                          | Kevin Inch       | Ron Cowen, Daniel Lipman & Michael MacLennan |
| 50         | 8         | Der Praktikant         | Hunt(er) For Love                      | 27. Apr. 2003        | 12. März 2007                         | Bruce McDonald   | Ron Cowen, Daniel Lipman & Efrem Seeger      |
| 51         | 9         | Am Abgrund             | Big Fucking Mouth                      | 11. Mai 2003         | 19. März 2007                         | Kelly Makin      | Ron Cowen, Daniel Lipman & Del Shores        |
| 52         | 10        | Süchte oder Sehnsüchte | Uncle Ben                              | 18. Mai 2003         | 26. März 2007                         | Kevin Inch       | Ron Cowen, Daniel Lipman & Shawn Postoff     |
| 53         | 11        | Das Blatt wendet sich  | Poster May Lead to the Truth           | 25. Mai 2003         | 2. Apr. 2007                          | Chris Grismer    | Ron Cowen, Daniel Lipman & Brad Fraser       |
| 54         | 12        | Heiße Spur             | Drugs, Sex and Lies                    | 8. Juni 2003         | 16. Apr. 2007                         | David Wellington | Ron Cowen, Daniel Lipman & Michael MacLennan |
| 55         | 13        | Eskalation             | Tweaked-Out, Fucked-Out Crystal Queen  | 15. Juni 2003        | 23. Apr. 2007                         | Alex Chapple     | Ron Cowen, Daniel Lipman & Efrem Seeger      |
| 56         | 14        | Flucht nach vorn       | The Election                           | 22. Juni 2003        | 30. Apr. 2007                         | Kelly Makin      | Ron Cowen & Daniel Lipman                    |

## Staffel 4
Die Erstausstrahlung der vierten Staffel fand zwischen dem 18. April und dem 18. Juli 2004 auf dem US-amerikanischen Fernsehsender Showtime statt. Die deutschsprachige Erstausstrahlung sendete der Sender ProSieben vom 28. August bis zum 12. Dezember 2007.
| Nr. (ges.) | Nr. (St.) | Deutscher Titel      | Originaltitel                        | Erstausstrahlung USA | Deutschsprachige Erstausstrahlung (D) | Regie           | Drehbuch                                     |
| ---------- | --------- | -------------------- | ------------------------------------ | -------------------- | ------------------------------------- | --------------- | -------------------------------------------- |
| 57         | 1         | Benefiz für Brian    | Just a Little Help                   | 18. Apr. 2004        | 29. Aug. 2007                         | Kelly Makin     | Ron Cowen & Daniel Lipman                    |
| 58         | 2         | Die Fee in dir       | Stand Up for Ourselves               | 25. Apr. 2005        | 5. Sep. 2007                          | Jeremy Podeswa  | Ron Cowen, Daniel Lipman & Michael MacLennan |
| 59         | 3         | Große Oper           | Starting a Whole New Life            | 2. Mai 2005          | 12. Sep. 2007                         | Chris Grismer   | Ron Cowen, Daniel Lipman & Brad Fraser       |
| 60         | 4         | Seelentiefen         | Escalating Violence                  | 9. Mai 2005          | 19. Sep. 2007                         | Kevin Inch      | Ron Cowen, Daniel Lipman & Del Shores        |
| 61         | 5         | Wiedergutmachung     | How Far You Can Go                   | 16. Mai 2005         | 26. Sep. 2007                         | Kelly Makin     | Ron Cowen, Daniel Lipman & Shawn Postoff     |
| 62         | 6         | Träume und Tränen    | Death in the Family                  | 23. Mai 2005         | 10. Okt. 2007                         | Bruce McDonald  | Ron Cowen, Daniel Lipman & Michael MacLennan |
| 63         | 7         | Engel für Vic        | Preponderance of Death               | 30. Mai 2005         | 17. Okt. 2007                         | Alex Chapple    | Ron Cowen, Daniel Lipman & Brad Fraser       |
| 64         | 8         | Alte und neue Wunden | Two Kinds of Lies                    | 6. Juni 2005         | 24. Okt. 2007                         | Bruce McDonald  | Ron Cowen, Daniel Lipman & Del Shores        |
| 65         | 9         | Spielregeln          | Have Some Balls                      | 13. Juni 2005        | 7. Nov. 2007                          | Kevin Inch      | Ron Cowen, Daniel Lipman & Shawn Postoff     |
| 66         | 10        | Aufrecht und gut     | The Snake in Paradise                | 20. Juni 2005        | 14. Nov. 2007                         | John Fawcett    | Ron Cowen, Daniel Lipman & Michael MacLennan |
| 67         | 11        | Touchdown            | Gay or Straight? That’s the Question | 27. Juni 2005        | 21. Nov. 2007                         | Thom Best       | Ron Cowen, Daniel Lipman & Del Shores        |
| 68         | 12        | Mit offenen Karten   | Irritation and Separation            | 4. Juli 2004         | 28. Nov. 2007                         | Kelly Makin     | Ron Cowen, Daniel Lipman & Brad Fraser       |
| 69         | 13        | Liberty Ride         | Proposal of Two Kinds                | 11. Juli 2004        | 5. Dez. 2007                          | Michael DeCarlo | Ron Cowen, Daniel Lipman & Shawn Postoff     |
| 70         | 14        | Getrennte Wege       | Liberty Ride                         | 18. Juli 2004        | 12. Dez. 2007                         | Kelly Makin     | Ron Cowen & Daniel Lipman                    |

## Staffel 5
Die Erstausstrahlung der fünften Staffel war vom 22. Mai bis zum 7. August 2005 auf dem US-amerikanischen Fernsehsender Showtime zu sehen. Die deutschsprachige Erstausstrahlung sendete der Sender ProSieben vom 2. Januar bis zum 26. März 2008.
| Nr. (ges.) | Nr. (St.) | Deutscher Titel                | Originaltitel                     | Erstausstrahlung USA | Deutschsprachige Erstausstrahlung (D) | Regie            | Drehbuch                                     |
| ---------- | --------- | ------------------------------ | --------------------------------- | -------------------- | ------------------------------------- | ---------------- | -------------------------------------------- |
| 71         | 1         | Eine neue Welt                 | Move and Leave                    | 22. Mai 2005         | 2. Jan. 2008                          | Kelly Makin      | Ron Cowen & Daniel Lipman                    |
| 72         | 2         | Sorge und Recht                | Back in Business                  | 22. Mai 2005         | 9. Jan. 2008                          | Michael DeCarlo  | Ron Cowen, Daniel Lipman & Shawn Postoff     |
| 73         | 3         | Freunde und andere Feinde      | Fags are No Different than People | 29. Mai 2005         | 16. Jan. 2008                         | Michael DeCarlo  | Ron Cowen, Daniel Lipman & Brad Fraser       |
| 74         | 4         | Tulpenbeete und Bodenschwellen | Hard Decisions                    | 5. Juni 2005         | 23. Jan. 2008                         | Kelly Makin      | Ron Cowen, Daniel Lipman & Michael MacLennan |
| 75         | 5         | Das neue Ich                   | Excluding and Abstemiousness      | 12. Juni 2005        | 30. Jan. 2008                         | Chris Grismer    | Ron Cowen, Daniel Lipman & Shawn Postoff     |
| 76         | 6         | Rache ist süß                  | Bored Out of Ya Fucking Mind      | 19. Juni 2005        | 6. Feb. 2008                          | Alex Chapple     | Ron Cowen, Daniel Lipman & Del Shores        |
| 77         | 7         | Antrag 14                      | Hope Against Hope                 | 26. Juni 2005        | 13. Feb. 2008                         | Thom Best        | Ron Cowen, Daniel Lipman & Shawn Postoff     |
| 78         | 8         | Die Wette                      | Honest to Yourself                | 3. Juli 2005         | 20. Feb. 2008                         | Kevin Inch       | Ron Cowen, Daniel Lipman & Shawn Postoff     |
| 79         | 9         | Am Ende des Regenbogens        | Anything in Common                | 10. Juli 2005        | 27. Feb. 2008                         | David Wellington | Ron Cowen, Daniel Lipman & Brad Fraser       |
| 80         | 10        | Vom Finden der Liebe           | I Love You                        | 17. Juli 2005        | 5. März 2008                          | Kelly Makin      | Ron Cowen, Daniel Lipman & Del Shores        |
| 81         | 11        | Mahnwache                      | Fuckin’ Revenge                   | 24. Juli 2005        | 12. März 2008                         | David Wellington | Ron Cowen, Daniel Lipman & Brad Fraser       |
| 82         | 12        | Die Weichen werden gestellt    | Mr. Right (Never Broke a Promise) | 31. Juli 2005        | 19. März 2008                         | John Fawcett     | Ron Cowen, Daniel Lipman & Michael MacLennan |
| 83         | 13        | Die letzte Runde               | We Will Survive!                  | 7. Aug. 2005         | 26. März 2008                         | Kelly Makin      | Ron Cowen & Daniel Lipman                    |